# Mīān Rūd Āb
Mīān Rūd Āb (persiska: میان رود آب) är en ort i Iran.   Den ligger i provinsen Kerman, i den sydöstra delen av landet, 900 km sydost om huvudstaden Teheran. Mīān Rūd Āb ligger 2 633 meter över havet och antalet invånare är 112.
Terrängen runt Mīān Rūd Āb är varierad.Runt Mīān Rūd Āb är det glesbefolkat, med 12 invånare per kvadratkilometer. Närmaste större samhälle är Bāft, 17,6 km söder om Mīān Rūd Āb. Omgivningarna runt Mīān Rūd Āb är i huvudsak ett öppet busklandskap.